# Мета (муниципалитет)
Ме́та (итал. Meta), тж. Мета-ди-Сорренто (итал. Meta di Sorrento) — коммуна в Италии, располагается в регионе Кампания, в провинции Неаполь.
Население составляет 7943 человека (2008 г.), плотность населения составляет 3848 чел./км². Занимает площадь 2 км². Почтовый индекс — 80062. Телефонный код — 081.
Покровителем коммуны почитается Пресвятая Богородица (Santa Maria del Lauro), празднование 12 сентября.
Соседние коммуны: Пьяно-ди-Сорренто и Вико-Экуенсе.

## Демография
Динамика населения:

## Администрация коммуны
- Официальный сайт: https://web.archive.org/web/20120621092943/http://meta.asmenet.it/